# Lupe Madera
Lupe Madera właś. Jorge Guadalupe Madera Pacheco (ur. 17 grudnia 1952 w Sotuta, zm. 3 grudnia 2005), bokser meksykański, mistrz świata zawodowców.
Przez większość kariery był bokserem drugoplanowym, sparingpartnerem bardziej znanych meksykańskich zawodników - Gustavo Espadasa i Miguela Canto. Swoją szansę walki o mistrzostwo świata w kategorii junior muszej (do 48,998 kg, federacji WBA) otrzymał w kwietniu 1982 w Sendai, nie sprostał jednak Japończykowi Katsuo Tokashiki. Po raz drugi zmierzył się z Japończykiem o ten sam tytuł w kwietniu 1983 i tym razem pojedynek zakończył się remisem; w tej sytuacji trzy miesiące później doszło do kolejnego pojedynku obu bokserów, który tym razem - w dramatycznych okolicznościach - rozstrzygnął na swoją korzyść Meksykanin. Walkę przerwano w czwartej rundzie po rozbiciu łuku brwiowego Madery po uderzeniu głową; początkowo zwycięzcą ogłoszono Tokashikiego, ale sekundanci Madery złożyli protest, wskazując, że to właśnie on zdecydowanie prowadził na punkty w momencie faulu. Protest ten uwzględniono i pas mistrzowski przyznano Meksykaninowi; potwierdził on później swoje zwycięstwo w rewanżu w Sapporo w październiku 1983.
Tytuł mistrzowski utracił w maju 1984 na rzecz Francisco Quiroza z Dominikany, który znokautował Maderę w 9. rundzie. Po tej walce Lupe Madera zakończył karierę sportową.